# Europees kampioenschap voetbal 2012 (Groep A) Polen - Griekenland
Dit artikel gaat over de wedstrijd in de groepsfase in groep A tussen Polen en Griekenland werd gespeeld op 8 juni 2012 tijdens het Europees kampioenschap voetbal 2012.
Het was de openingswedstrijd van het toernooi en werd gespeeld in het Nationaal Stadion in Warschau, de hoofdstad van Polen. De wedstrijd eindigde in een 1 - 1 gelijkspel, nadat Robert Lewandowski voor Polen in de eerste helft de score had geopend. Namens de Grieken scoorde Dimitrios Salpigidis. Aanvoerder Giorgos Karagounis miste een strafschop namens de Grieken.

## Voorafgaand aan de wedstrijd
- Polen was als organiserend land automatisch geplaatst voor de eindronde. Griekenland werd groepswinnaar tijdens de kwalificatie voor het toernooi. Kroatië eindigde achter Griekenland op de tweede plaats, voor Israël, en was veroordeeld tot het spelen van play-offwedstrijden.
- Tijdens de voorbereiding op het toernooi speelde Polen een aantal oefeninterlands. Op 22 mei speelde Polen tegen Letland. Deze wedstrijd werd met 1 - 0 gewonnen door een doelpunt van Artur Sobiech. Op 26 mei speelde Polen tegen Slowakije. Deze wedstrijd werd met 1 - 0 gewonnen door een doelpunt van verdediger Damien Perquis.
- Tijdens de voorbereiding op het toernooi speelde Griekenland op 26 mei tegen Slovenië. Deze wedstrijd werd met 1 - 1 gelijkgespeeld. Voor de Grieken scoorde Vasilis Torosidis.
- Voor Polen was het de tweede deelname. De vorige deelname was bij het Europees kampioenschap voetbal 2008 in Oostenrijk en Zwitserland. Polen werd toen vierde in de poule achter Kroatië, Duitsland en Oostenrijk.
- Voor Griekenland was het de vierde deelname. Griekenland maakte tijdens het Europees kampioenschap in 1980 haar debuut. In 2004 in Portugal zou het verrassend kampioen worden en in 2008 verloor het als titelverdediger alle groepswedstrijden.
- Het is de zestiende ontmoeting tussen beide ploegen. Van de voorgaande ontmoetingen wist Polen er tien te winnen, Griekenland drie. Slechts twee duels eindigden in een gelijkspel. Tijdens de voorgaande ontmoetingen wist Polen 29 keer te scoren, Griekenland elf keer.[1] De laatste ontmoeting was in augustus 2009, toen Polen Griekenland versloeg met 2 - 0. Het is voor het eerst, dat beide landen elkaar ontmoeten tijdens de eindronde voor een Europees kampioenschap.
- Op de FIFA-wereldranglijst van mei 2012 stond Polen op de 65e plaats. Griekenland stond op de veertiende plaats.[2]

## Wedstrijdgegevens

De basisopstellingen van beide landen

| Datum                | 8 juni 2012                                        | 8 juni 2012                                        |
| Wedstrijdnummer      | 1                                                  | 1                                                  |
| Stadion              | Nationaal Stadion, Warschau                        | Nationaal Stadion, Warschau                        |
| Toeschouwers         | 56.070                                             | 56.070                                             |
| Scheidsrechter       | Carlos Velasco                                     | Carlos Velasco                                     |
| Assistenten          | Roberto Alonso Fernández Juan Carlos Yuste Jiménez | Roberto Alonso Fernández Juan Carlos Yuste Jiménez |
| Vierde man           | Gianluca Rocchi                                    | Gianluca Rocchi                                    |
| Man van de wedstrijd | Robert Lewandowski                                 | Robert Lewandowski                                 |
|                      | Polen                                              | Griekenland                                        |
| Doelpunten           | 1                                                  | 1                                                  |
| Gele kaarten         | 0                                                  | 4                                                  |
| Rode kaarten         | 1                                                  | 1                                                  |
| Wissels              | 1                                                  | 3                                                  |
| Schoten op doel      | 4                                                  | 2                                                  |
| Schoten naast doel   | 9                                                  | 5                                                  |
| Overtredingen        | 25                                                 | 14                                                 |
| Hoekschoppen         | 4                                                  | 3                                                  |
| Buitenspel           | 1                                                  | 3                                                  |
| Vrije trappen        | 0                                                  | 0                                                  |
| Balbezit (tijd)      | 0                                                  | 0                                                  |
| Balbezit (%)         | 53%                                                | 47%                                                |

| Polen | 1 – 1           | Griekenland |
| (Jakub Błaszczykowski) Robert Lewandowski 17' | goals (assists) | 51' Dimitrios Salpigidis |
| Franciszek Smuda | bondscoach      | Fernando Santos |
| Wojciech Szczęsny Sebastian Boenisch Marcin Wasilewski Damien Perquis Łukasz Piszczek Eugen Polanski Maciej Rybus 70' Ludovic Obraniak Rafał Murawski Jakub Błaszczykowski Robert Lewandowski | opstellingen    | Konstantinos Chalkias Ioannis Maniatis 37' Avraam Papadopoulos Vasilis Torosidis Sokratis Papastathopoulos José Holebas Giorgos Karagounis 46' Sotiris Ninis Kostas Katsouranis Georgios Samaras 68' Theofanis Gekas |
| Przemysław Tytoń 70' | wissels         | 37' Kyriakos Papadopoulos 46' Dimitrios Salpigidis 68' Kostas Fortounis |
| | gele kaarten    | 45+2' José Holebas 53' Giorgos Karagounis |
| Wojciech Szczęsny 69' | rode kaarten    | 35', 44' Sokratis Papastathopoulos |

## Wedstrijden
| Groepswedstrijden | | | |
| Groep A | Groep B | Groep C                                                                                               | Groep D |
| Polen - Griekenland Rusland - Tsjechië Griekenland - Tsjechië Polen - Rusland Tsjechië - Polen Griekenland - Rusland | Nederland - Denemarken Duitsland - Portugal Denemarken - Portugal Nederland - Duitsland Portugal - Nederland Denemarken - Duitsland | Spanje - Italië Ierland - Kroatië Italië - Kroatië Spanje - Ierland Kroatië - Spanje Italië - Ierland | Frankrijk - Engeland Oekraïne - Zweden Oekraïne - Frankrijk Zweden - Engeland Engeland - Oekraïne Zweden - Frankrijk |
| Kwartfinales | | | |
| Tsjechië - Portugal                                                                                                  | Duitsland - Griekenland | Spanje - Frankrijk                                                                                    | Engeland - Italië |
| Halve finales | | | |
| ‎Portugal - Spanje | ‎Portugal - Spanje | Duitsland - Italië                                                                                    | Duitsland - Italië                                                                                                   |
| Finale | | | |
| Spanje - Italië | | | |